# 大鴻輝（荃灣）中心

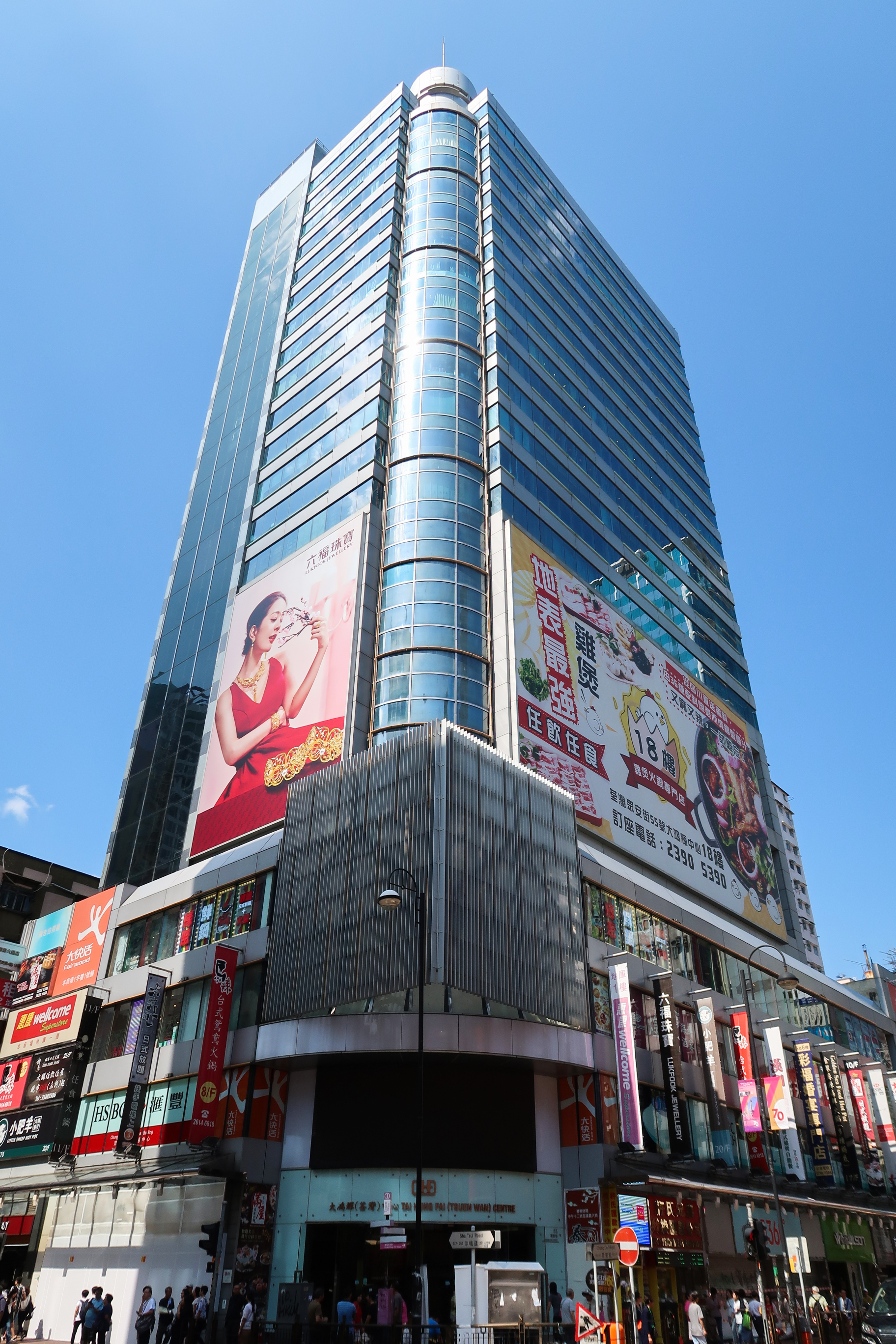
大鴻輝（荃灣）中心大廈

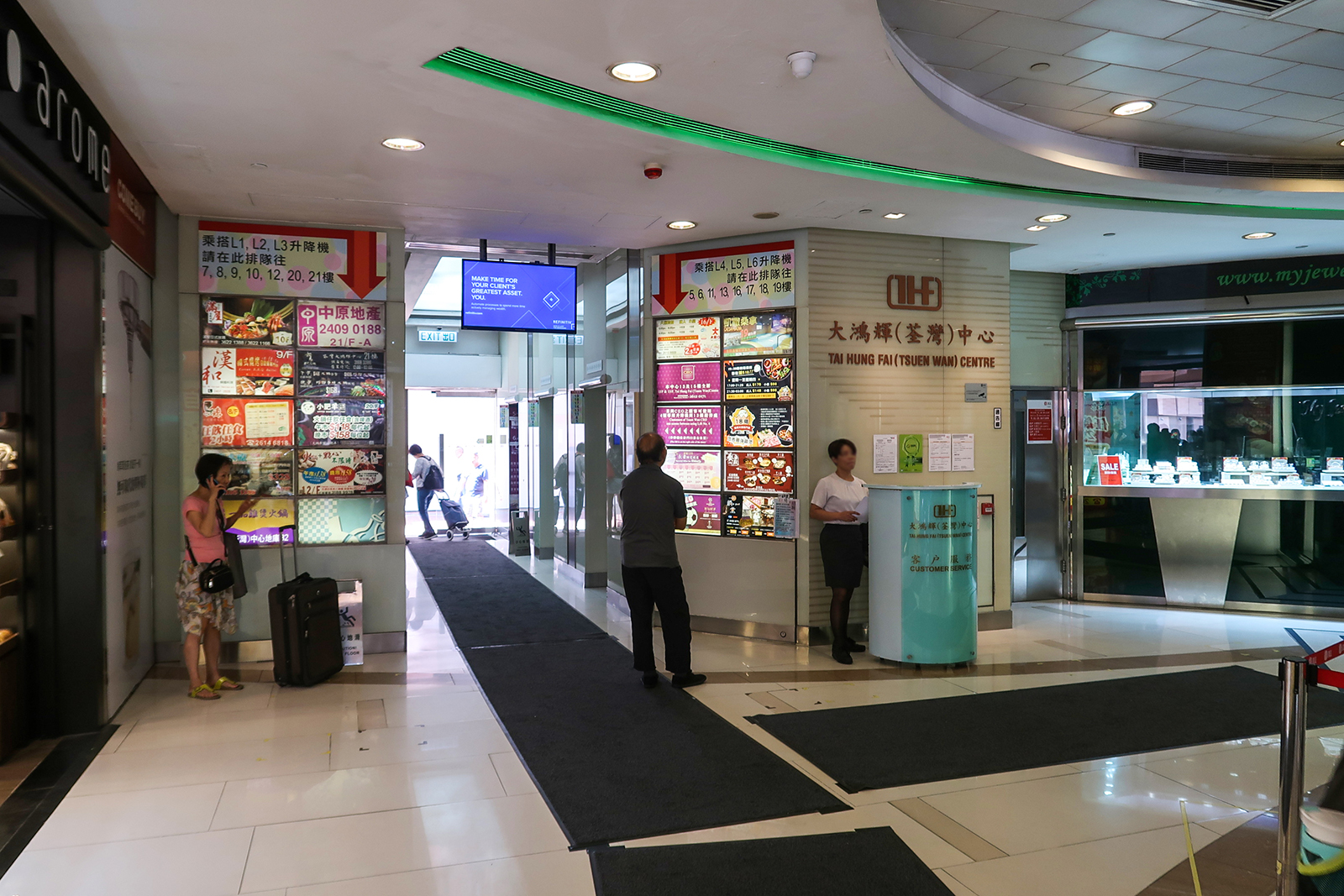
基座商場大堂

大鴻輝（荃灣）中心（英語：Tai Hung Fai Tsuen Wan Centre），前稱英皇娛樂廣場，位於香港荃灣眾安街及沙咀道交界，樓高23層，基座設有購物商場，於1991年落成，落成時稱為荃灣娛樂廣場。前身為以專播二輪戲及色情電影聞名的大光明戲院，後期由五礦建設（五礦地產前身）購入並將戲院拆卸重建。
1994年，英皇集團主席楊受成以9.55億元向五礦建設購入荃灣娛樂廣場，並命名為英皇娛樂廣場。2012年5月，英皇集團以14.5億元出售英皇娛樂廣場給張順宜及陳秉志。
積極從事物業發展的大鴻輝興業，在2012年6月斥逾6億元向張姓投資者等以確認人形式，購入荃灣英皇娛樂廣場地庫兩層、與1至3樓共5層，以及獲得該廈命名權，將該廈改名為「大鴻輝（荃灣）中心」。未來會重整租戶群，料月租可增逾五成至約200萬元。

## 商戶
大鴻輝（荃灣）中心租戶組合主要為食肆、卡拉OK和桑拿浴室，其中Neway為最大租戶，共租用4層高層樓面。而大光明戲院在重建後一度復業，改為播頭輪片，但不久即結業。
2012年8月10日，Neway涉資共2.8億元購入英皇娛樂廣場5及6樓與13及15樓四層。
其後，5樓商戶為彩福皇宴，而6樓商戶為彩福欣宴。現時已結束租約。
9樓商戶為漢和韓國料理，韓國料理餐館。
12樓為常滿百家菜。
19樓為一鍋堂任食火鍋。
由於昔日大光明戲院位處荃灣區最繁盛地段，故此不少紅色小巴，尤以旺角至荃灣、荃灣至圓玄學院等線至今仍然堅持以「大光明」作為路徑眾安街及沙咀道十字路口的代稱。